# Мыц, Виктор Леонидович
Виктор Леонидович Мыц (род. 4 марта 1954, Козьмино, Приморский край)— советский, украинский и российский археолог и историк-медиевист, специализируется на истории Крыма и Причерноморья. Работал директором Крымского филиала Института археологии НАН Украины. Старший научный сотрудник Института истории материальной культуры РАН, ведущий научный сотрудник сектора архитектурной археологии Государственного Эрмитажа, Главный научный сотрудник Отдела археологии Института истории и археологии Византии и Причерноморья Севастопольского государственного университета .

## Биография
Родился 4 марта 1954 в селе Козьмино Находкинского района Приморского края в семье военнослужащего. В том же году семья переехала в село Соколиное Бахчисарайского района Крымской области. После службы в Советской армии поступил на исторический факультет Симферопольского университета, который окончил в 1979 году. После окончания университета был направлен на работу в отдел археологии Крыма Института археологии Академии наук УССР, где он работал последовательно старшим лаборантом, младшим научным сотрудником, ученым секретарём. Ученик С. Н. Бибикова. С 1988 года стал заведующим отдела археологии Крыма. В 1988 году защитил диссертацию на соискание учёной степени кандидата исторических наук по теме «Средневековые укрепления Горного Крыма X—XV веков», в 1991 году в киевском издательстве «Наукова думка» опубликовал монографию по теме диссертации. В 1992—2009 годах был директором Крымского филиала Института археологии НАН Украины. В дальнейшем переехал в Санкт-Петербург, где стал старшим научным сотрудником Института истории материальной культуры РАН. Ведущий научный сотрудник сектора архитектурной археологии Государственного Эрмитажа.
В. Л. Мыц участник проекта Фонда имени Д. С. Лихачева и Государственного Эрмитажа «Южный берег Крыма (ЮБК) — территория всемирного наследия».
В 2024 году защитил докторскую диссертацию Крым в XIII-XV веках: историко-археологическое исследование по специальности Археология.

## Семья
- Жена — географ Людмила Анатольевна Мыц (1960—2002)[8].

## Исследования
Специализируется на медиевистике Крыма, истории Феодоро и генуэзских колоний, средневековой фортификации. Провел множество полевых сезонов на разведках и раскопках в Горном Крыму. 
Значительные работы по изучению крепости и поселения Фуны проводились Горно-Крымской экспедицией ОАК Института археологии АН УССР под руководством В. Л. Мыца. В процессе этих работ были выявлены ценные сведения о фортификации, архитектурно-художественных и конструктивных особенностях крепостных построек, определяющих историческую ценность памятника.
С 1989 года участник, а позднее научный руководитель и консультант Алуштинской археологической экспедицией (ныне Южно-Крымская археологическая экспедиция Государственного Эрмитажа), которая в последние сезоны (с 2002 года) занята раскопками генуэзской крепости Чембало.

### Монографии
- Мыц В. Л. Укрепления Таврики X - XV вв. — Киев: Наукова думка, 1991. — ISBN 5-12-002114-Х.
- Мыц В. Л. Каффа и Феодоро в XV веке : контакты и конфликты; Нац. акад. наук Украины, Ин-т археологии, Крымский фил. — Симферополь : Универсум, 2009. — 526, ISBN 978-966-8048-40-1
- Мыц В. Л. Крым в XIII-XV веках: историко-археологическое исследование. Диссертация на соискание степени доктора наук. — Казань, 2023.

### Статьи
- Мыц В. Л. Загородный храм и некрополь Мангупа // Античная древность и средние века : журнал. — Свердловск, 1984. — Вып. 21. — С. 57—66. — ISSN 2687-0398. — doi:10.15826/adsv..
- Мыц В. Л. Поливная керамика с монограммами из раскопок Мангупа и Фуны // Материалы I симпозиума по проблеме «Полихромная поливная керамика Закавказья: Истоки и пути распространения». — Тбилиси: Изд-во «Мицниереба», 1985. — С. 52 — 54.
- Мыц В. Л. Могильник III—IV вв. н. э. на склоне Чатырдага // Материалы к этнической истории Крыма. — Киев, 1987. — С. 144—161.
- Мыц В. Л. Средневековое укрепление Исар-Кая // СА. — N 2. — 1987. — С. 228—245.
- Мыц В. Л. Машикули в фортификации средневековой Таврики // Исторические чтения памяти М. П. Грязнова / Тез. докл. областной научной конференции. — Омск: Изд-во ОмГУ, 1987. — С. 163—166.
- Мыц В. Л. Некоторые итоги изучения средневековой крепости Фуна // Архитектурно-археологические исследования в Крыму. — Киев: Наукова думка, 1988. — С. 97 — 115.
- Мыц В. Л. Основные этапы развития средневековой Алушты // Проблемы истории и археологии древнего населения Украинской ССР. — Киев, 1989. — С. 151—152.
- Мыц В. Л. Крымская Кабарда // Проблемы контактов и взаимодействия населения гор и равнин / Тез. науч. конф. в г. Душети. — Тбилиси, 1989. — С. 69 — 70.
- Мыц В. Л. Страницы истории Таврики и Причерноморских государств XII—XV вв. // Тез. докл. V Республ. научн. конф. по историческому краеведению. — Киев, 1989. — С. 330—331.
- Мыц В.Л. Крестообразный храм Мангупа // Советская археология : журнал. — 1990. — Вып. 1. — С. 224—242. — ISSN 0038-5034..
- Мыц В. Л. Таврика и Причерноморские государства в X—XV вв. // Проблемы археологии Северного Причерноморья: к 100-летию основания Херсонского музея древностей. — Херсон, 1990. — С. 18 — 21.
- Мыц В. Л. О пребывании «черкесов» в Крыму // Проблемы истории Крыма: Тез. докл. конф. — Симферополь, 1991. — С. 81 — 82.
- Мыц В. Л. Несколько заметок по эпиграфике средневекового Крыма XIV—XV вв. // Византийская Таврика. — Киев: Наукова думка, 1991. — С. 179—193. Мыц В. Л. Алустон в VI—VII вв. // АДСВ. — Вып. 26. — Барнаул, 1992. — С. 170—179.
- Мыц В. Л., Кирилко В. П., Лысенко А. В. и др. Исследования средневекового укрепления Чобан-Куле // Археологические исследования в Крыму: 1993 г. — Симферополь, 1994. — С. 200—207.
- Мыц В. Л. О дате гибели византийского Херсона: 1278 г. // Византия и Крым. — Симферополь, 1997. — С. 65 — 67.
- Мыц В. Л., Лысенко А. В., Семин С. В., Тесленко И. Б. Исследования крепости Алустон // Археологические исследования в Крыму: 1994 г. — Симферополь, 1997. — С. 205—210.
- Мыц В. Л. Ранний этап строительства крепости Алустон // ВВ. — Т. 57 (82). — 1997 — С. 187—203.
- Мыц В. Л. Историко-культурный контекст некоторых момограмм и надписей на поливной керамике Крыма XIV—XV вв. // Историко-культурные связи Причерноморья и Средиземноморья X—XVIII вв. по материалам поливной керамики / Тез. докл. науч. конф. — Ялта 25 — 29 мая 1998 г. — Симферополь, 1998. — С. 157—159.
- Мыц В. Л., Адаксина С. Б. Клад серебряных платежных слитков XV в. из Алустона // Stratum-plus. — N 6. — СПб. — Кишинев — Одесса, 1999. — С. 159—169.
- Мыц В. Л. Sommo в денежном обращении Генуэзской Газарии (по материалам алуштинского клада 1990 г.) // Херсонесский сборник. — Вып. Х. — 1999. — С. 379—398. Мыц В. Л. К датировке похода эмира Хусам-ад-дина Чобана на Судак // АДСВ. −1999. — Вып. 30. — С. 176—186.
- Мыц В. Л. Война 1433—1441 гг. между Каффой и Феодоро // АДСВ. — Вып. 31. — Екатеринбург, 2000. — С. 330—359.
- Миц В. Л. Таврика в епоху середньвiччя // Давня iсторiя Украiни. Слов’яно-Руська доба. — Київ, 2000. — Т. 3. — С. 546—558.
- Мыц В. Л. Битва на Синей Воде в 1363 г.: турмарх Хуйтани мангупской надписи 1361/62 гг. или мнимый князь Феодоро Димитрий // АДСВ. — Вып. — 32. — Екатеринбург, 2001. — С. 245—256.
- Мыц В. Л. Битва на Синей Воде 1363 г. в историографии средневекового Крыма // Археологічний літопис Лівобережної України (до 600-річчя битви на Ворсклі 1399 року). — № 1. — Полтава, 2002. — С. 107—112.
- Мыц В. Л. В плену историографических иллюзий // Stratum plus. № 6. 2001—2002. — Кишинев, 2003. — С. 307—331.
- Мыц В. Л. Крымский контекст восточной политики Стефана Великого в 70-х гг. XV в. // Stratum plus. № 6. 2003—2004. — СПб. — Кишинев — Одесса — Бухарест, 2005. — С. 96 — 130.
- Мыц В. Л. Начальный этап правления господина Готии Алексея и первый вооруженный конфликт между Каффой и Феодоро в 1422—1423 гг. // ХСб. — Вып. ХIV. — Севастополь, 2005. — С. 257—268.
- Мыц В. Л. Историко-культурный контекст некоторых букв, монограмм и надписей на поливной керамике Крыма ХIV — XV вв. // Поливная керамика Средиземноморья и Причерноморья Х — XVIII вв.: Сб. науч. трудов. Том І / Отв. ред. С. Г. Бочаров, В. Л. Мыц. — К.: ИД «Стилос», 2005. — С. 288—305.

- Мыц В. Л. К 100-летию со дня рождения С. Н. Бибикова. Штрихи к портрету: взгляд в прошлое// Актуальные проблемы первобытной археологии Восточной Европы. Донецк, 2009. С. 9-16.

- Мыц В. Л. Армянские источники о завоевании Каффы турками-османами в 1475 г. В: Бочаров С. Г., Кожокару В. (ред.). Северное и Западное Причерноморье в античную эпоху и средневековье. Материалы 11-го заседания Совместных комиссий по истории, археологии, этнологии и фольклористике при Президиуме НАН Украины и Академии Румынии. Симферополь: Таврия, 2009 — С. 247—261.
- Мыц В .Л. Алушта в золотоордынский период // Археология евразийских степей Средневековая археология. — 2018. — № 4. — С. 271—273.
- Мыц В. Л. Армянская община Каффы в войне с турками-османами 1475 г. // Stratum plus. — 2014. — № 6. — С. 149—161.
- Мыц В. Л. К датировке похода эмира Хусам-ад-дина Чобана на Судак // Античная древность и средние века. — Екатеринбург: Урал. гос. ун-т : Волот, 1999. — Вып. 30. — С. 176—186..